# Valenciennea muralis
Valenciennea muralis és una espècie de peix de la família dels gòbids i de l'ordre dels perciformes.

## Morfologia
- Els mascles poden assolir 16 cm de longitud total.[4][5]

## Reproducció
És ovípar i monògam

## Alimentació
Menja petits invertebrats.

## Hàbitat
És un peix marí, de clima tropical i associat als esculls de corall que viu entre 1-15 m de fondària.

## Distribució geogràfica
Es troba a l'est de l'Índic i al Pacífic occidental de clima tropical.

## Observacions
És inofensiu per als humans.